# Gustave de Pélacot
Gustave de Pélacot, né au Puy-en-Velay le 14 juin 1840 et mort à Troyes le 5 août 1907, est un ecclésiastique français de la fin du XIXe siècle et du début du XXe siècle. Il a été évêque de Troyes de 1898 à 1907 et archevêque de Chambéry pendant cinq mois, d'avril à août 1907.

## Biographie

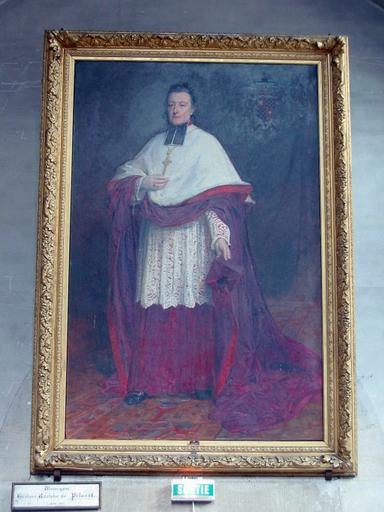
Gustave de Pélacot par Diogène Maillart.

Gustave-Adolphe de La Rousse de Pélacot est né le 14 juin 1840 à Le Puy-en-Velay (Haute-Loire) d'un père officier de gendarmerie. À 12 ans, il entre au petit séminaire de la Chartreuse où il reste six ans. Il poursuit sa formation au grand séminaire du Puy jusqu'en 1857 et termine ses études au séminaire Saint-Sulpice qu'il quitte en 1864. Il est ordonné prêtre le 21 mai 1864 à Paris et retourne ensuite dans sa ville natale. 
La même année, il est nommé secrétaire particulier de l'évêque du Puy Pierre Le Breton et pro-secrétaire de l'évêché. Durant la guerre franco-prussienne, il est aumônier militaire auprès du 119e de ligne. En remerciement, la jeune république le nomme en 1871 chevalier de la légion d'honneur. Il est successivement nommé chanoine honoraire et secrétaire de l'évêché, puis vicaire épiscopal et enfin vicaire général.
Il est sacré évêque de Troyes le 29 juin 1898 par l'évêque du Puy Constant Guillois accompagné de l'évêque de Colombie britannique Pierre-Paul Durieu et de l'évêque de Saint-Flour Jean-Marie-François Lamouroux.
Il meurt à Troyes le 5 août 1907, quatre mois après sa promotion à l'archevêché de Chambéry, sans avoir pu prendre possession de son nouveau siège. Il est inhumé dans le caveau des évêques dans la chapelle de la Vierge de la cathédrale Saint-Pierre-et-Saint-Paul de Troyes.

## Distinctions
- Chevalier de la Légion d'honneur (7 février 1871)[5].
- Membre honoraire de la Société d'agriculture, sciences, arts et commerce du Puy[6].

## Armes
Ecartelé : d'or à la rose de gueules, et échiqueté d'or et d'azur de quatre traits.